# Danh sách cầu thủ tham dự Giải vô địch bóng đá châu Âu 1984
Đây là các đội hình tham dự Giải vô địch bóng đá châu Âu 1984 diễn ra ở Pháp, từ ngày 12 đến 27 tháng 6 năm 1984. Với giải đấu này, UEFA giảm số cầu thủ từ 22 xuống còn 20 cầu thủ. Tuổi của cầu thủ được tính đến ngày khai mạc giải đấu (12 tháng 6 năm 1984).

## Bảng 1

### Bỉ
Huấn luyện viên: Guy Thys
| Số | Vt | Cầu thủ                    | Ngày sinh (tuổi)            | Số trận | Câu lạc bộ      |
| -- | -- | -------------------------- | --------------------------- | ------- | --------------- |
| 1  | TM | Jean-Marie Pfaff           | 4 tháng 12, 1953 (30 tuổi)  |         | Bayern Munich   |
| 2  | HV | Georges Grün               | 25 tháng 1, 1962 (22 tuổi)  |         | Anderlecht      |
| 3  | HV | Paul Lambrichts            | 16 tháng 10, 1954 (29 tuổi) |         | Beveren-Waas    |
| 4  | HV | Leo Clijsters              | 6 tháng 11, 1956 (27 tuổi)  |         | Waterschei Thor |
| 5  | HV | Michel De Wolf             | 19 tháng 1, 1958 (26 tuổi)  |         | Gent            |
| 6  | TV | Franky Vercauteren         | 28 tháng 10, 1956 (27 tuổi) |         | Anderlecht      |
| 7  | TV | René Vandereycken          | 22 tháng 7, 1953 (30 tuổi)  |         | Anderlecht      |
| 8  | TV | Nico Claesen               | 1 tháng 10, 1962 (21 tuổi)  |         | Seraing         |
| 9  | TĐ | Erwin Vandenbergh          | 26 tháng 1, 1959 (25 tuổi)  |         | Anderlecht      |
| 10 | TV | Ludo Coeck                 | 26 tháng 9, 1955 (28 tuổi)  |         | Internazionale  |
| 11 | TV | Jan Ceulemans (đội trưởng) | 28 tháng 2, 1957 (27 tuổi)  |         | Club Brugge     |
| 12 | TM | Jacky Munaron              | 8 tháng 9, 1956 (27 tuổi)   |         | Anderlecht      |
| 13 | HV | Marc Baecke                | 24 tháng 7, 1956 (27 tuổi)  |         | Beveren-Waas    |
| 14 | TV | Walter De Greef            | 13 tháng 11, 1957 (26 tuổi) |         | Anderlecht      |
| 15 | HV | René Verheyen              | 20 tháng 3, 1952 (32 tuổi)  |         | Club Brugge     |
| 16 | TV | Enzo Scifo                 | 19 tháng 2, 1966 (18 tuổi)  |         | Anderlecht      |
| 17 | TV | Eddy Voordeckers           | 4 tháng 2, 1960 (24 tuổi)   |         | Waterschei Thor |
| 18 | TĐ | Alexandre Czerniatynski    | 28 tháng 7, 1960 (23 tuổi)  |         | Anderlecht      |
| 19 | TV | Raymond Mommens            | 27 tháng 12, 1958 (25 tuổi) |         | Lokeren         |
| 20 | TM | Wim De Coninck             | 23 tháng 7, 1959 (24 tuổi)  |         | Waregem         |

### Đan Mạch
Huấn luyện viên:  Sepp Piontek
| Số | Vt | Cầu thủ                   | Ngày sinh (tuổi)            | Số trận | Câu lạc bộ    |
| -- | -- | ------------------------- | --------------------------- | ------- | ------------- |
| 1  | TM | Ole Kjær                  | 16 tháng 8, 1954 (29 tuổi)  | 26      | Esbjerg       |
| 2  | HV | Ole Rasmussen             | 19 tháng 3, 1952 (32 tuổi)  | 38      | Hertha BSC    |
| 3  | HV | Søren Busk                | 10 tháng 4, 1953 (31 tuổi)  | 29      | Gent          |
| 4  | HV | Morten Olsen (đội trưởng) | 14 tháng 8, 1949 (34 tuổi)  | 62      | Anderlecht    |
| 5  | HV | Ivan Nielsen              | 9 tháng 10, 1956 (27 tuổi)  | 16      | Feyenoord     |
| 6  | TV | Søren Lerby               | 1 tháng 2, 1958 (26 tuổi)   | 37      | Bayern Munich |
| 7  | TV | Jens Jørn Bertelsen       | 15 tháng 2, 1952 (32 tuổi)  | 44      | Seraing       |
| 8  | TV | Jesper Olsen              | 20 tháng 3, 1961 (23 tuổi)  | 16      | Ajax          |
| 9  | TV | Allan Simonsen            | 15 tháng 12, 1952 (31 tuổi) | 46      | Vejle         |
| 10 | TĐ | Preben Elkjær             | 11 tháng 9, 1957 (26 tuổi)  | 38      | Lokeren       |
| 11 | TĐ | Klaus Berggreen           | 3 tháng 2, 1958 (26 tuổi)   | 14      | Pisa          |
| 12 | TV | Jan Mølby                 | 4 tháng 7, 1963 (20 tuổi)   | 8       | Ajax          |
| 13 | TV | John Lauridsen            | 2 tháng 4, 1959 (25 tuổi)   | 15      | Espanyol      |
| 14 | TĐ | Michael Laudrup           | 15 tháng 6, 1964 (19 tuổi)  | 13      | Lazio         |
| 15 | TV | Frank Arnesen             | 30 tháng 9, 1956 (27 tuổi)  | 31      | Anderlecht    |
| 16 | TM | Troels Rasmussen          | 7 tháng 4, 1961 (23 tuổi)   | 7       | AGF           |
| 17 | TĐ | Steen Thychosen           | 22 tháng 9, 1958 (25 tuổi)  | 1       | Vejle         |
| 18 | HV | John Sivebæk              | 25 tháng 10, 1961 (22 tuổi) | 20      | Vejle         |
| 19 | TĐ | Kenneth Brylle            | 22 tháng 5, 1959 (25 tuổi)  | 8       | Anderlecht    |
| 20 | TM | Ole Qvist                 | 25 tháng 2, 1950 (34 tuổi)  | 25      | KB            |

### Pháp
Huấn luyện viên: Michel Hidalgo
| Số | Vt | Cầu thủ                     | Ngày sinh (tuổi)            | Số trận | Câu lạc bộ          |
| -- | -- | --------------------------- | --------------------------- | ------- | ------------------- |
| 1  | TM | Joël Bats                   | 4 tháng 1, 1957 (27 tuổi)   | 7       | Auxerre             |
| 2  | HV | Manuel Amoros               | 1 tháng 2, 1962 (22 tuổi)   | 21      | Monaco              |
| 3  | HV | Jean-François Domergue      | 23 tháng 6, 1957 (26 tuổi)  | 1       | Toulouse            |
| 4  | HV | Maxime Bossis               | 26 tháng 6, 1955 (28 tuổi)  | 55      | Nantes              |
| 5  | HV | Patrick Battiston           | 12 tháng 3, 1957 (27 tuổi)  | 31      | Bordeaux            |
| 6  | TV | Luis Fernández              | 2 tháng 10, 1959 (24 tuổi)  | 12      | Paris Saint-Germain |
| 7  | TV | Jean-Marc Ferreri           | 26 tháng 12, 1962 (21 tuổi) | 9       | Auxerre             |
| 8  | TV | Daniel Bravo                | 9 tháng 2, 1963 (21 tuổi)   | 8       | Monaco              |
| 9  | TV | Bernard Genghini            | 18 tháng 1, 1958 (26 tuổi)  | 22      | Monaco              |
| 10 | TV | Michel Platini (đội trưởng) | 21 tháng 6, 1955 (28 tuổi)  | 48      | Juventus            |
| 11 | TV | Bruno Bellone               | 14 tháng 3, 1962 (22 tuổi)  | 14      | Monaco              |
| 12 | TV | Alain Giresse               | 2 tháng 8, 1952 (31 tuổi)   | 28      | Bordeaux            |
| 13 | TV | Didier Six                  | 21 tháng 8, 1954 (29 tuổi)  | 49      | Mulhouse            |
| 14 | TV | Jean Tigana                 | 23 tháng 6, 1955 (28 tuổi)  | 28      | Bordeaux            |
| 15 | HV | Yvon Le Roux                | 19 tháng 4, 1960 (24 tuổi)  | 9       | Monaco              |
| 16 | TĐ | Dominique Rocheteau         | 14 tháng 1, 1955 (29 tuổi)  | 37      | Paris Saint-Germain |
| 17 | TĐ | Bernard Lacombe             | 15 tháng 8, 1952 (31 tuổi)  | 34      | Bordeaux            |
| 18 | HV | Thierry Tusseau             | 19 tháng 1, 1958 (26 tuổi)  | 10      | Bordeaux            |
| 19 | TM | Philippe Bergeroo           | 13 tháng 1, 1954 (30 tuổi)  | 3       | Toulouse            |
| 20 | TM | Albert Rust                 | 10 tháng 10, 1953 (30 tuổi) | 0       | Sochaux             |

### Nam Tư
Huấn luyện viên: Todor Veselinović
| Số | Vt | Cầu thủ                    | Ngày sinh (tuổi)            | Số trận | Câu lạc bộ           |
| -- | -- | -------------------------- | --------------------------- | ------- | -------------------- |
| 1  | TM | Zoran Simović              | 2 tháng 11, 1954 (29 tuổi)  |         | Hajduk Split         |
| 2  | HV | Nenad Stojković            | 26 tháng 5, 1957 (27 tuổi)  |         | Partizan             |
| 3  | HV | Mirsad Baljić              | 4 tháng 3, 1962 (22 tuổi)   |         | Željezničar          |
| 4  | HV | Srečko Katanec             | 16 tháng 7, 1963 (20 tuổi)  |         | Olimpija Ljubljana   |
| 5  | HV | Velimir Zajec (đội trưởng) | 12 tháng 2, 1956 (28 tuổi)  |         | Dinamo Zagreb        |
| 6  | HV | Ljubomir Radanović         | 21 tháng 7, 1960 (23 tuổi)  |         | Partizan             |
| 7  | TV | Miloš Šestić               | 8 tháng 8, 1956 (27 tuổi)   |         | Red Star Belgrade    |
| 8  | TV | Ivan Gudelj                | 21 tháng 9, 1960 (23 tuổi)  |         | Hajduk Split         |
| 9  | TV | Safet Sušić                | 13 tháng 4, 1955 (29 tuổi)  |         | Paris Saint-Germain  |
| 10 | TV | Mehmed Baždarević          | 20 tháng 9, 1960 (23 tuổi)  |         | Željezničar Sarajevo |
| 11 | TĐ | Zlatko Vujović             | 26 tháng 8, 1958 (25 tuổi)  |         | Hajduk Split         |
| 12 | TM | Tomislav Ivković           | 11 tháng 8, 1960 (23 tuổi)  |         | Red Star Belgrade    |
| 13 | HV | Faruk Hadžibegić           | 7 tháng 10, 1957 (26 tuổi)  |         | FK Sarajevo          |
| 14 | HV | Marko Elsner               | 11 tháng 4, 1960 (24 tuổi)  |         | Red Star Belgrade    |
| 15 | HV | Branko Miljuš              | 17 tháng 8, 1961 (22 tuổi)  |         | Hajduk Split         |
| 16 | TV | Dragan Stojković           | 3 tháng 3, 1965 (19 tuổi)   |         | Radnički Niš         |
| 17 | TĐ | Josip Čop                  | 14 tháng 10, 1954 (29 tuổi) |         | Hajduk Split         |
| 18 | TĐ | Stjepan Deverić            | 20 tháng 8, 1961 (22 tuổi)  |         | Dinamo Zagreb        |
| 19 | TĐ | Sulejman Halilović         | 14 tháng 11, 1955 (28 tuổi) |         | Dinamo Vinkovci      |
| 20 | TV | Borislav Cvetković         | 30 tháng 9, 1962 (21 tuổi)  |         | Dinamo Zagreb        |

## Bảng 2

### Bồ Đào Nha
Huấn luyện viên: Fernando Cabrita
| Số | Vt | Cầu thủ                   | Ngày sinh (tuổi)            | Số trận | Câu lạc bộ         |
| -- | -- | ------------------------- | --------------------------- | ------- | ------------------ |
| 1  | TM | Manuel Bento (đội trưởng) | 25 tháng 6, 1948 (35 tuổi)  |         | Benfica            |
| 2  | TĐ | Nené                      | 20 tháng 11, 1949 (34 tuổi) |         | Benfica            |
| 3  | TĐ | Rui Jordão                | 9 tháng 8, 1952 (31 tuổi)   |         | Sporting CP        |
| 4  | TV | Fernando Chalana          | 10 tháng 2, 1959 (25 tuổi)  |         | Benfica            |
| 5  | TV | Vermelhinho               | 9 tháng 3, 1959 (25 tuổi)   |         | Porto              |
| 6  | TĐ | Fernando Gomes            | 22 tháng 11, 1956 (27 tuổi) |         | Porto              |
| 7  | TV | Carlos Manuel             | 15 tháng 1, 1958 (26 tuổi)  |         | Benfica            |
| 8  | HV | António Veloso            | 31 tháng 1, 1957 (27 tuổi)  |         | Benfica            |
| 9  | HV | João Pinto                | 21 tháng 11, 1961 (22 tuổi) |         | Porto              |
| 10 | HV | António Lima Pereira      | 1 tháng 2, 1952 (32 tuổi)   |         | Porto              |
| 11 | HV | Eurico Gomes              | 29 tháng 9, 1955 (28 tuổi)  |         | Porto              |
| 12 | TM | Jorge Martins             | 12 tháng 8, 1954 (29 tuổi)  |         | Vitória de Setúbal |
| 13 | TV | António Sousa             | 28 tháng 4, 1957 (27 tuổi)  |         | Porto              |
| 14 | TV | António Frasco            | 16 tháng 1, 1955 (29 tuổi)  |         | Porto              |
| 15 | TV | Jaime Pacheco             | 22 tháng 7, 1958 (25 tuổi)  |         | Porto              |
| 16 | TV | António Bastos Lopes      | 19 tháng 12, 1953 (30 tuổi) |         | Benfica            |
| 17 | HV | Álvaro                    | 3 tháng 1, 1961 (23 tuổi)   |         | Benfica            |
| 18 | HV | Eduardo Luís              | 6 tháng 12, 1955 (28 tuổi)  |         | Porto              |
| 19 | TĐ | Diamantino Miranda        | 3 tháng 8, 1959 (24 tuổi)   |         | Benfica            |
| 20 | TM | Vítor Damas               | 8 tháng 10, 1947 (36 tuổi)  |         | Portimonense       |

### România
Huấn luyện viên: Mircea Lucescu
| Số | Vt | Cầu thủ                         | Ngày sinh (tuổi)            | Số trận | Câu lạc bộ            |
| -- | -- | ------------------------------- | --------------------------- | ------- | --------------------- |
| 1  | TM | Silviu Lung                     | 9 tháng 9, 1956 (27 tuổi)   |         | Universitatea Craiova |
| 2  | HV | Mircea Rednic                   | 9 tháng 4, 1962 (22 tuổi)   |         | Dinamo București      |
| 3  | HV | Costică Ștefănescu (đội trưởng) | 26 tháng 3, 1951 (33 tuổi)  |         | Universitatea Craiova |
| 4  | HV | Nicolae Ungureanu               | 11 tháng 11, 1956 (27 tuổi) |         | Universitatea Craiova |
| 5  | TV | Aurel Țicleanu                  | 20 tháng 1, 1959 (25 tuổi)  |         | Universitatea Craiova |
| 6  | HV | Gino Iorgulescu                 | 15 tháng 5, 1956 (28 tuổi)  |         | Sportul Studențesc    |
| 7  | TĐ | Marcel Coraș                    | 14 tháng 5, 1959 (25 tuổi)  |         | Sportul Studențesc    |
| 8  | HV | Michael Klein                   | 10 tháng 10, 1959 (24 tuổi) |         | Corvinul Hunedoara    |
| 9  | TĐ | Rodion Cămătaru                 | 22 tháng 6, 1958 (25 tuổi)  |         | Universitatea Craiova |
| 10 | TV | László Bölöni                   | 11 tháng 3, 1953 (31 tuổi)  |         | ASA Târgu Mureș       |
| 11 | TV | Gheorghe Hagi                   | 5 tháng 2, 1965 (19 tuổi)   |         | Sportul Studențesc    |
| 12 | TM | Dumitru Moraru                  | 8 tháng 5, 1956 (28 tuổi)   |         | Dinamo București      |
| 13 | HV | Ioan Andone                     | 15 tháng 3, 1960 (24 tuổi)  |         | Dinamo București      |
| 14 | TV | Mircea Irimescu                 | 13 tháng 5, 1959 (25 tuổi)  |         | Universitatea Craiova |
| 15 | TV | Marin Dragnea                   | 1 tháng 1, 1956 (28 tuổi)   |         | Dinamo București      |
| 16 | HV | Nicolae Negrilă                 | 23 tháng 7, 1954 (29 tuổi)  |         | Universitatea Craiova |
| 17 | TĐ | Ion Adrian Zare                 | 11 tháng 5, 1959 (25 tuổi)  |         | Bihor                 |
| 18 | TV | Ionel Augustin                  | 11 tháng 10, 1955 (28 tuổi) |         | Dinamo București      |
| 19 | TĐ | Romulus Gabor                   | 14 tháng 10, 1961 (22 tuổi) |         | Corvinul Hunedoara    |
| 20 | TM | Vasile Iordache                 | 9 tháng 10, 1950 (33 tuổi)  |         | Steaua București      |

### Tây Ban Nha
Huấn luyện viên: Miguel Muñoz
| Số | Vt | Cầu thủ                    | Ngày sinh (tuổi)            | Số trận | Câu lạc bộ      |
| -- | -- | -------------------------- | --------------------------- | ------- | --------------- |
| 1  | TM | Luis Arconada (đội trưởng) | 26 tháng 6, 1954 (29 tuổi)  | 57      | Real Sociedad   |
| 2  | HV | Santiago Urquiaga          | 18 tháng 4, 1958 (26 tuổi)  | 9       | Athletic Bilbao |
| 3  | HV | José Antonio Camacho       | 8 tháng 6, 1955 (29 tuổi)   | 48      | Real Madrid     |
| 4  | HV | Antonio Maceda             | 16 tháng 5, 1957 (27 tuổi)  | 18      | Sporting Gijón  |
| 5  | HV | Andoni Goikoetxea          | 23 tháng 5, 1956 (28 tuổi)  | 12      | Athletic Bilbao |
| 6  | HV | Rafael Gordillo            | 24 tháng 2, 1957 (27 tuổi)  | 49      | Real Betis      |
| 7  | TV | Juan Antonio Señor         | 26 tháng 8, 1958 (25 tuổi)  | 15      | Real Zaragoza   |
| 8  | TV | Víctor Muñoz               | 15 tháng 3, 1957 (27 tuổi)  | 20      | Barcelona       |
| 9  | TĐ | Santillana                 | 23 tháng 8, 1952 (31 tuổi)  | 48      | Real Madrid     |
| 10 | TV | Ricardo Gallego            | 8 tháng 2, 1959 (25 tuổi)   | 12      | Real Madrid     |
| 11 | TĐ | Francisco José Carrasco    | 6 tháng 3, 1959 (25 tuổi)   | 21      | Barcelona       |
| 12 | HV | Salvador García            | 4 tháng 3, 1961 (23 tuổi)   | 3       | Real Zaragoza   |
| 13 | TM | Francisco Buyo             | 13 tháng 1, 1958 (26 tuổi)  | 2       | Sevilla         |
| 14 | HV | Julio Alberto Moreno       | 7 tháng 10, 1958 (25 tuổi)  | 5       | Barcelona       |
| 15 | TV | Roberto Fernández          | 5 tháng 7, 1962 (21 tuổi)   | 2       | Valencia        |
| 16 | TV | Francisco López            | 1 tháng 11, 1962 (21 tuổi)  | 5       | Sevilla         |
| 17 | TĐ | Marcos Alonso              | 1 tháng 10, 1959 (24 tuổi)  | 19      | Barcelona       |
| 18 | TĐ | Emilio Butragueño          | 22 tháng 7, 1963 (20 tuổi)  | 0       | Real Madrid     |
| 19 | TĐ | Manuel Sarabia             | 9 tháng 1, 1957 (27 tuổi)   | 8       | Athletic Bilbao |
| 20 | TM | Andoni Zubizarreta         | 23 tháng 10, 1961 (22 tuổi) | 0       | Athletic Bilbao |

### Tây Đức
Huấn luyện viên: Jupp Derwall
| Số | Vt | Cầu thủ                            | Ngày sinh (tuổi)            | Số trận | Câu lạc bộ            |
| -- | -- | ---------------------------------- | --------------------------- | ------- | --------------------- |
| 1  | TM | Harald Schumacher                  | 6 tháng 3, 1954 (30 tuổi)   | 48      | 1. FC Köln            |
| 2  | HV | Hans-Peter Briegel                 | 11 tháng 10, 1955 (28 tuổi) | 50      | 1. FC Kaiserslautern  |
| 3  | HV | Gerd Strack                        | 1 tháng 9, 1955 (28 tuổi)   | 10      | 1. FC Köln            |
| 4  | HV | Karlheinz Förster                  | 25 tháng 7, 1958 (25 tuổi)  | 58      | VfB Stuttgart         |
| 5  | HV | Bernd Förster                      | 3 tháng 5, 1956 (28 tuổi)   | 30      | VfB Stuttgart         |
| 6  | TV | Wolfgang Rolff                     | 26 tháng 12, 1959 (24 tuổi) | 10      | Hamburger SV          |
| 7  | HV | Andreas Brehme                     | 9 tháng 11, 1960 (23 tuổi)  | 5       | 1. FC Kaiserslautern  |
| 8  | TĐ | Klaus Allofs                       | 5 tháng 12, 1956 (27 tuổi)  | 29      | 1. FC Köln            |
| 9  | TĐ | Rudi Völler                        | 13 tháng 4, 1960 (24 tuổi)  | 15      | Werder Bremen         |
| 10 | TV | Norbert Meier                      | 20 tháng 9, 1958 (25 tuổi)  | 12      | Werder Bremen         |
| 11 | TĐ | Karl-Heinz Rummenigge (đội trưởng) | 25 tháng 9, 1955 (28 tuổi)  | 75      | Bayern Munich         |
| 12 | TM | Dieter Burdenski                   | 26 tháng 11, 1950 (33 tuổi) | 12      | Werder Bremen         |
| 13 | TV | Lothar Matthäus                    | 21 tháng 3, 1961 (23 tuổi)  | 23      | BoNga Mönchengladbach |
| 14 | TV | Ralf Falkenmayer                   | 11 tháng 2, 1963 (21 tuổi)  | 0       | Eintracht Frankfurt   |
| 15 | HV | Uli Stielike                       | 15 tháng 11, 1954 (29 tuổi) | 38      | Real Madrid           |
| 16 | TV | Hans-Günter Bruns                  | 15 tháng 11, 1954 (29 tuổi) | 3       | BoNga Mönchengladbach |
| 17 | TV | Pierre Littbarski                  | 16 tháng 4, 1960 (24 tuổi)  | 26      | 1. FC Köln            |
| 18 | HV | Guido Buchwald                     | 24 tháng 1, 1961 (23 tuổi)  | 1       | VfB Stuttgart         |
| 19 | TV | Rudolf Bommer                      | 19 tháng 8, 1957 (26 tuổi)  | 4       | Fortuna Düsseldorf    |
| 20 | TM | Helmut Roleder                     | 9 tháng 10, 1953 (30 tuổi)  | 1       | VfB Stuttgart         |